# Utayo!!MIRACLE
Utayo!!MIRACLE è un brano musicale j-pop scritto da Sachiko Omori (testo),
Tom H @ ck e Shinji Tamura (composizione) ed interpretato dal gruppo Ho-kago Tea Time, formato dalle cinque doppiatrici dell'anime K-On!: Aki Toyosaki, Yōko Hikasa, Satomi Satō, Minako Kotobuki ed Ayana Taketatsu. Il brano, il cui singolo è stato pubblicato il 4 agosto 2010, è stato utilizzato come seconda sigla di apertura della seconda stagione dell'anime K-On! dal 6 luglio al 28 settembre 2009.

## Tracce
Maxi Single Pony Canyon （PCCG-70077, PCCG-70078）
1. Utauyo!!MIRACLE - 3:58
2. Kirakira Days (キラキラDays?) - 3:36
3. Utauyo!!MIRACLE (Instrumental) - 3:58
4. Kirakira Days (キラキラDays?) (Instrumental) - 3:36

Durata totale: 15 min 21 s

## Classifiche
| Classifica (2010) | Posizione massima |
| ----------------- | ----------------- |
| Giappone (Oricon) | 3                 |